# Sceau
Pour les articles ayant des titres homophones, voir saut, seau, Sceaux et sot.

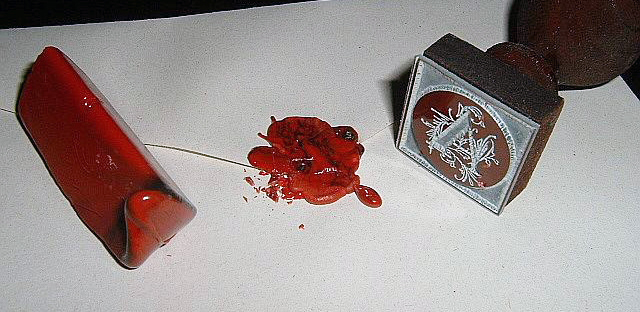
Un bâton de cire à cacheter, un sceau (une empreinte), et un sceau (cachetant une lettre).

Un sceau, ou un scel, est une empreinte destinée à garantir l'authenticité d'un document ou d'une information, et à rendre évidente son éventuelle divulgation ou son altération. Le terme désigne également l'objet, la matrice qui permet de réaliser cette empreinte, ou la marque qui symbolise l'appartenance à un groupe d'ordre divers, comme un parti politique ou une communauté religieuse.
L'étymologie du terme vient du grec ancien σφραγίς / sphragís, en latin anulus, au Moyen Âge le latin signum, sigillum (diminutif de signum) ou bulla, voulant dire « signe ».
On peut distinguer les sceaux à encre, très utilisés depuis l'Antiquité en Asie orientale et qui permettent de signer des documents de papier, et d'autre part les sceaux en relief qui impriment un motif sur une matière molle qui va durcir rapidement : argile humide, cire à cacheter chauffée à la flamme, plomb.
Dès l'Antiquité, il a été remarqué qu'il était extrêmement difficile de réaliser un faux sceau convenable à partir de l'empreinte authentique d'un sceau en relief. En permettant de réaliser des empreintes remarquables, des matériaux modernes comme le silicone ruinent cependant la garantie de confidentialité et d'authenticité de ces sceaux.
Le contre-sceau est une empreinte appliquée sur le revers du sceau à partir du XIIIe siècle pour éviter toute fraude ou erreur en ajoutant une autre figuration. C'est également un sceau apposé à côté d’un premier pour authentifier un document. Le contre-sceau en général de taille plus petite que le sceau est apposé sur le tiret de parchemin (petit morceau de parchemin long et tortillé, servant à relier des documents entre eux).
L'étude des sceaux fait l'objet d'une discipline, la sigillographie.

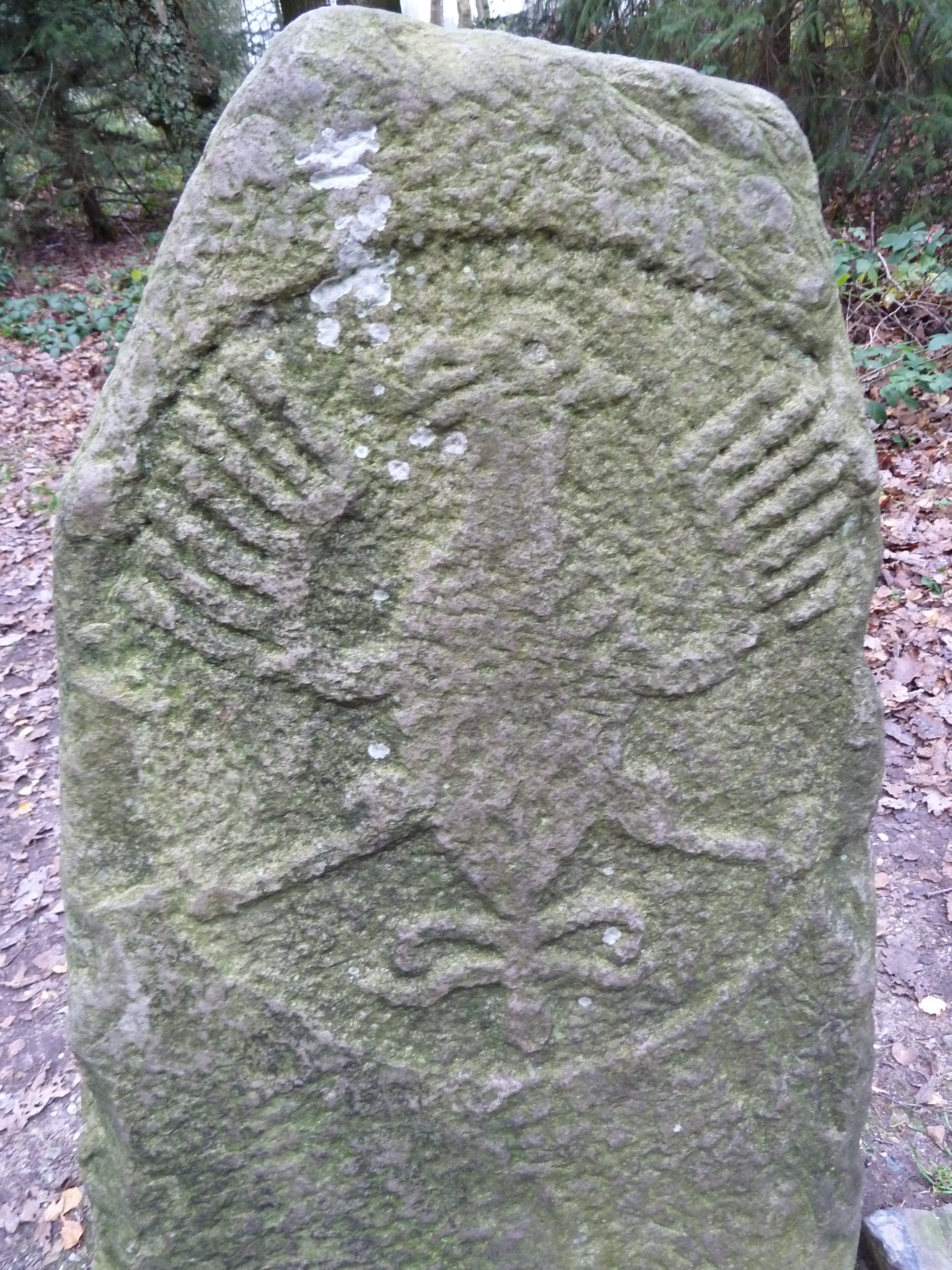
Sceau sur un vieux potelet néerlandais en pierre.

## Histoire

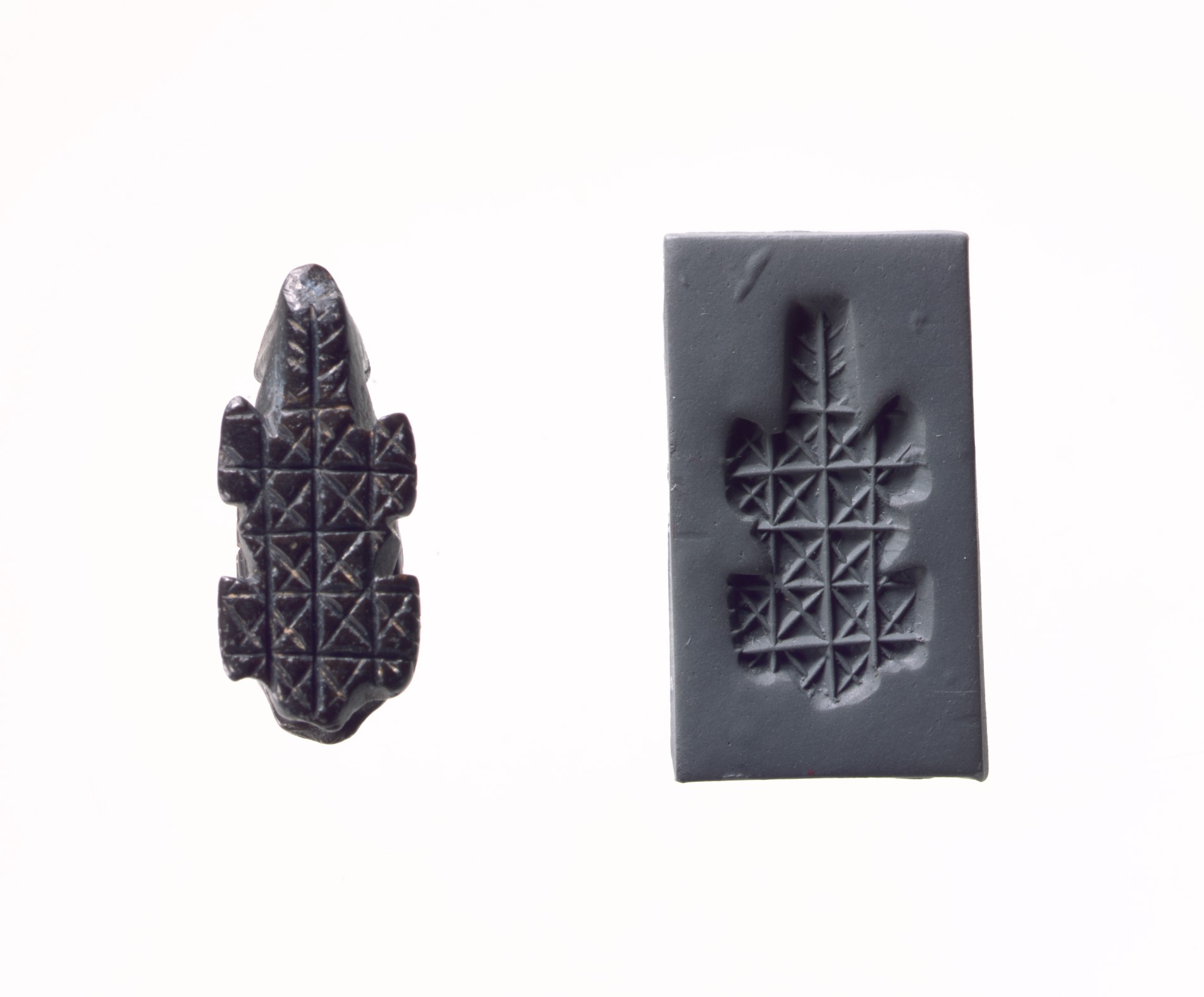
Sceau et son impression moderne avec motif géométrique de la période de Halaf. Provenance : Syrie du Nord (vers -5600 - -5000). Metropolitan Museum of Art.

### Préhistoire
Les premières utilisations des sceaux sont constatées en Mésopotamie au milieu du VIIe millénaire av. J.-C. et au cours de la période de Hassuna sur les sites de Bouqras et Tell es-Sawwan. Les sceaux qui s'impriment sur de l'argile apparaissent sur de petits couvercles blancs et garantissent, sinon la « propriété », la provenance du contenu du récipient scellé. À la fin de la période de Samarra, au Centre et au Nord de la Mésopotamie, ces sceaux semblent être des dispositifs « contractuels » largement utilisés au côté de statuettes brisées. La Culture de Halaf (vers 6100 av. J.-C. - 5200 av. J.-C.) semble également en faire un usage intensif. Les chercheurs voient dans l'utilisation de ces sceaux un indice de contrôle d'une société dont les structures se complexifient de plus en plus,,.

### Antiquité
Au cours du IVe millénaire av. J.-C., toujours en Mésopotamie, apparaissent les premiers sceaux-cylindres. Les premiers sont découverts dans les niveaux du Moyen Uruk et sont utilisés pendant deux millénaires. Comme pour les sceaux précédents, ils permettent d'imprimer sur de l'argile fraîche un motif en relief. Mais ceux-ci sont plus raffinés et leur complication rend leur sécurité plus accrue. Eux aussi permettent de garantir l'identité de la personne ayant réalisé un document ou ayant fermé un récipient. Une figure majeure, « l'homme à la jupe en filet » (ou « roi-prêtre ») y est souvent représentée ainsi qu'un homme chassant le lion, attributs ou prérogatives connus plus tard dans l'histoire de la Mésopotamie comme ceux des rois, prêtres et guerriers,.
La reine Jézabel, dans l'ancien testament, utilise l'anneau de son époux Achab, pour sceller ses ordres.
Les sceaux, toujours en argile, sont également utilisés dans l'Égypte antique sur les papyrus ou sur les tombeaux.

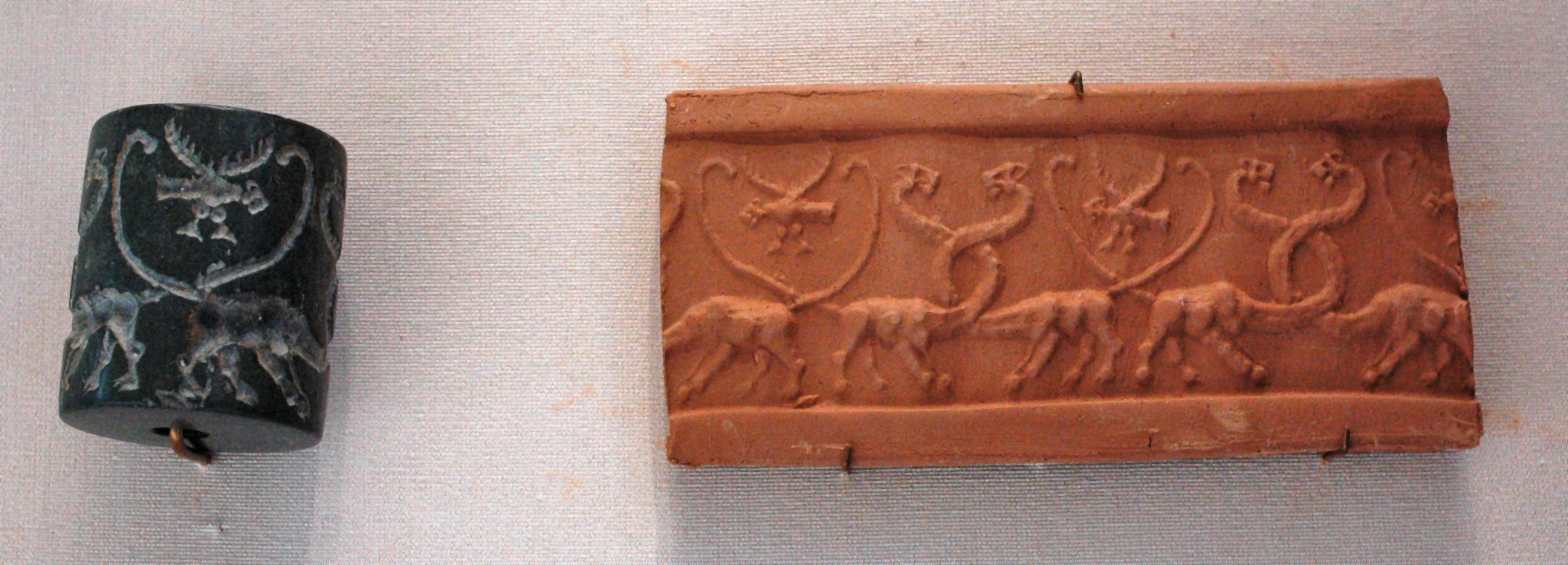
Sceau-cylindre de jaspe et son empreinte. Uruk, IV e millénaire av. J.-C.

Depuis le début du IIIe millénaire av. J.-C. jusqu'aux siècles obscurs, les sceaux de toutes sortes étaient produits dans les îles de la Mer Égée et la Grèce continentale. Dans la civilisation minoenne, ils sont formés à partir d'ivoire, de pierre tendre puis de pierre dure (ce qui exige de nouvelles techniques de gravure), montrant des formes caractéristiques. L'âge du bronze tardif voit le développement de sceaux en forme de lentille et d'anneaux à signer, ces éléments se retrouvent les siècles suivants. L'époque hellénistique est caractérisée par des sceaux en intailles qui deviennent une forme d'art du luxe, comme en témoigne la collection qu'en fait le roi Mithridate VI (ce type d'art et de collection durera jusqu'au XIXe siècle). Parallèlement à ce mode de preuve, la Grèce antique utilise également la chirographie alors que les Romains privilégient d'abord les témoins pour authentifier les actes mais devant la multiplicité des écrits, adoptent la subscriptio (littéralement « inscription au bas ») accompagnée d'un seing (souvent un monogramme) ou d'un sceau (empreinte réalisée par un cachet ou un annulus signatorius, anneau à signer).
Les sceaux de plomb apparaissent au IVe siècle et ceux de cire au XIIe siècle.

### Moyen  Âge

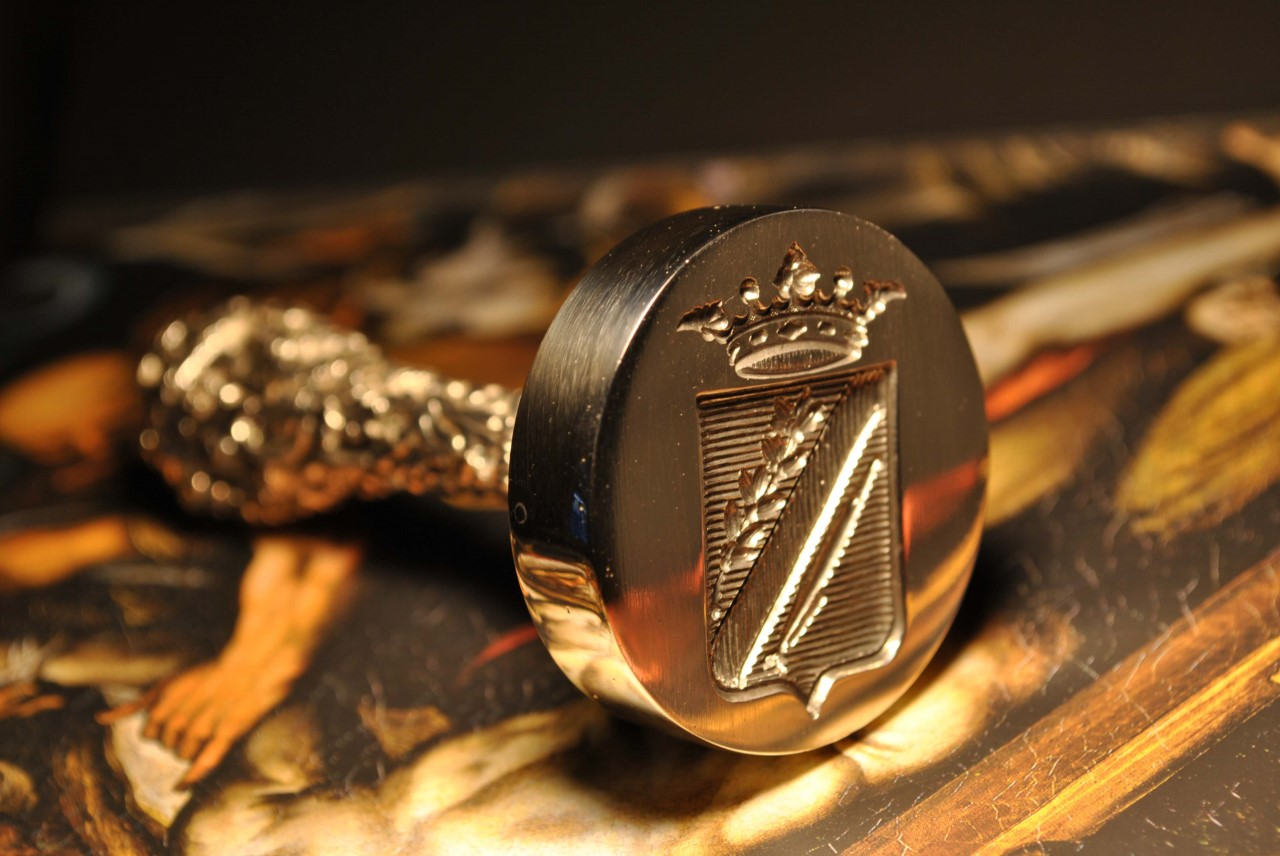
Sceau en argent de la famille Ciciarelli de Cicerello.

Au Moyen Âge, le sceau devient l’unique moyen d’authentifier un document. En plus de faire office de signature, il permet de garantir la confidentialité d’un message mais également de certifier son origine. Il était constitué par un cachet de cire imprimé par une matrice faite de bois ou de métal au motif trop compliqué pour être reproduit de façon certaine. Ces matrices de sceau pouvaient être des anneaux sigillaires faits également de métal ou encore de pierres gravées de facture antique ou médiévale (soit enchâssée dans une monture d’anneau ou pendue à un lien).  
Dès le XIe siècle se développe parallèlement au notariat, le « sceau pendant » à la charte par des lacs de soie ou des lanières de cuir, ou encore des morceaux de parchemins. Le sceau pendant est constitué de deux parties appelées sceau et contre-sceau reliées ensemble sur leurs revers enfermant ainsi le lacs. Le sceau est obligatoirement plus grand que le contre-sceau permettant à ce dernier de renforcer le caractère personnel de la signature. Rapidement le sceau pendant se développe à d’autres types de sigillants (personne possédant un sceau). Ainsi se développent différents types iconographiques en fonction du statut social des sigillants.

### Époque moderne

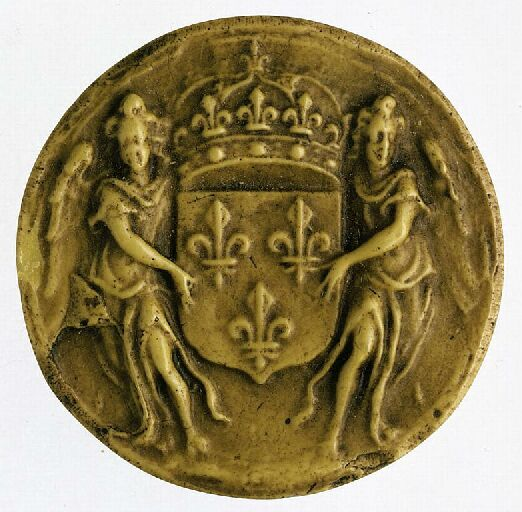
Moulage du contre-sceau du grand sceau de Louis XIV, roi de France. Archives Nationales SC-D116 bis.

En 1554, Henri II, dans son ordonnance de Fontainebleau, rend la signature obligatoire chez les notaires : le seing du notaire se substitue progressivement à la signature des différentes parties, son sceau nominatif (signum nominis) devenant l'ancêtre de la signature moderne.
L'augmentation de la production d'actes scellés à partir de la fin du Moyen Âge entraîna la multiplication des petites chancelleries délivrant les actes scellés à partir du XVIe siècle et jusqu'à la fin de l'Ancien Régime.

### Époque contemporaine
Au XIXe siècle, les scellés servent essentiellement à garantir le fret des marchandises et sont à base de fils de fer torsadés.
Les « pains à cacheter », très petits pains minces et ronds dont on se servait pour cacheter les lettres, étaient composés de pain azyme, auquel on ajoutait des colorants comme de l'indigo en fine poudre, du noir de fumée ou des décoctions de cochenille, de safran, de curcuma, etc.

## Types de sceaux

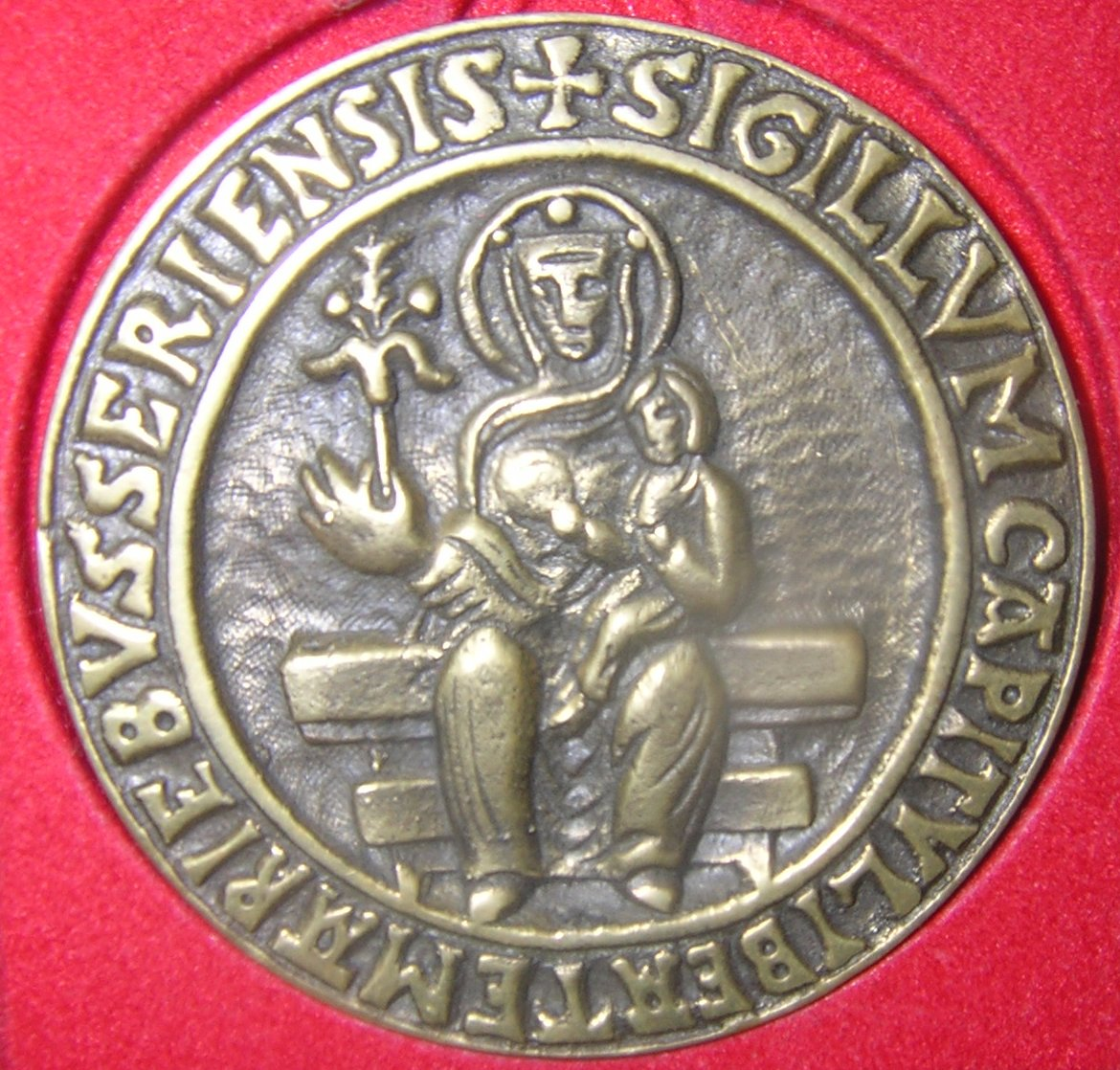
Sceau de l'abbaye de Bouxières-aux-Dames.

Si elle est faite directement sur le document on parle de sceau plaqué, une variante, le sceau rivé, consistait à fixer le sceau au document en le rivetant au recto, si l'empreinte est appendue au document on parle de sceau pendant. Ce dernier est appendu au document par le biais d'une cordelette appelée lac ou d'un lambeau de parchemin appelé queue, si celle-ci est dédoublée, on parle de double queue. La chancellerie du roi de France utilisait des codes couleurs : lacs de soie verts et cire verte pour les actes à valeur perpétuelle, couleur jaune pour les actes à durée limitée et cire rouge pour les missives secrètes.
Les sceaux avaient aussi plusieurs formes: une forme ovale, forme d'ogive ou en navette (réservée aux dames et aux ecclésiastiques, les hommes d'église) et une forme ronde (pour tous les autres). Les sceaux en plomb, appelés "bulles", étaient réservés au pape et à l'empereur.
Il y a quatre types de sceaux : en majesté (représentant une personne assise), équestre (personne à cheval), en pied (représentant une personne debout) et les sceaux armoriés (représentant des armoiries). Il existe aussi des sceaux dit :
- Symbolique ou emblématique (représentant par exemple les outils d'un métier d'une corporation)
- Architectural (représentant certains éléments de l'architecture d'une ville)
- Naval (représentant un port ou des navires)
- Hagiographique (représentant des scènes de la bible, des saints)

À l'origine, l'empreinte n'avait qu'un côté, mais pour avoir plus de sécurité, on prit l'habitude d'apposer un deuxième sceau au revers du premier, ce qui devint le contre-sceau.
- Chevalière ou anneau sigillaire, est une bague à large chaton sur laquelle sont gravées des armoiries ou des initiales. La chevalière destinée à servir de sceau (sigillum) présente un motif gravé en creux qui a varié de l'Égypte antique jusqu'à nos jours.

## Conservation des sceaux

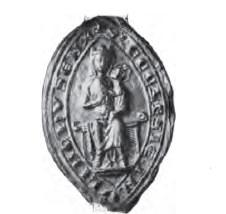
Sceau de l'abbaye d'Œlinghausen (Rhénanie, 1284), portant l'inscription : S. ecclesie in ulinchusen

Les bulles, cachets et sceaux anciens de cire d'abeille se fragilisent en vieillissant.
Les sceaux de cire anciens ont parfois été protégés par un berceau de cire naturelle plaqué en négatif sur la cire rouge ou verte du sceau original.
Les conservateurs distinguent les altérations physiques (fentes, bris, traces de frottement, encrassement) des altérations biologiques (moisissures, trous ou galeries d'insectes) et altérations chimiques (ou biochimiques) encore mal comprises qui se traduisent par des décolorations, une cristallisation, un écaillement, la production d'un dépôt blanchâtre ou une dégradation fragilisant irrémédiablement le sceau.

Les lacs, éventuellement gorgés de cire, peuvent aussi se dégrader à cause de réactions chimiques avec le support (parchemin ou textile de soie ou de chanvre le plus souvent, ou papier), ou avec des encres, colorants ou autres substances ayant contaminé le support ou le sceau. Certains cachets contiennent du plomb toxique ou sont en plomb pur. Tous ces matériaux sont sensibles à l'hygrométrie, plus encore qu'à la lumière. Enfin, il faut absolument éviter de les toucher à mains nues, car les sels de la sueur peuvent suffire à enclencher une corrosion irréversible des pièces anciennes.
À partir du XVe siècle, les cachets sont souvent faits de « cire-laque » (ou « cire d’Espagne ») matériaux très cassant.

Le restaurateur peut éventuellement souder des fragments grâce à une pointe fine chauffante à température variable ou combler des lacunes, avec un matériau de couleur légèrement différente et un léger retrait pour ne pas cacher la restauration.
Pour permettre aux historiens et chercheurs de travailler plus facilement, les archivistes ont développé diverses techniques de moulage de sceaux, dès le milieu
du XIXe siècle. Le Service français des sceaux des Archives nationales conserve ainsi environ 100 000 modèles de sceaux issus des Archives nationales, départementales, communales, ou encore de bibliothèques ou de musées.

## Usage contemporain du sceau

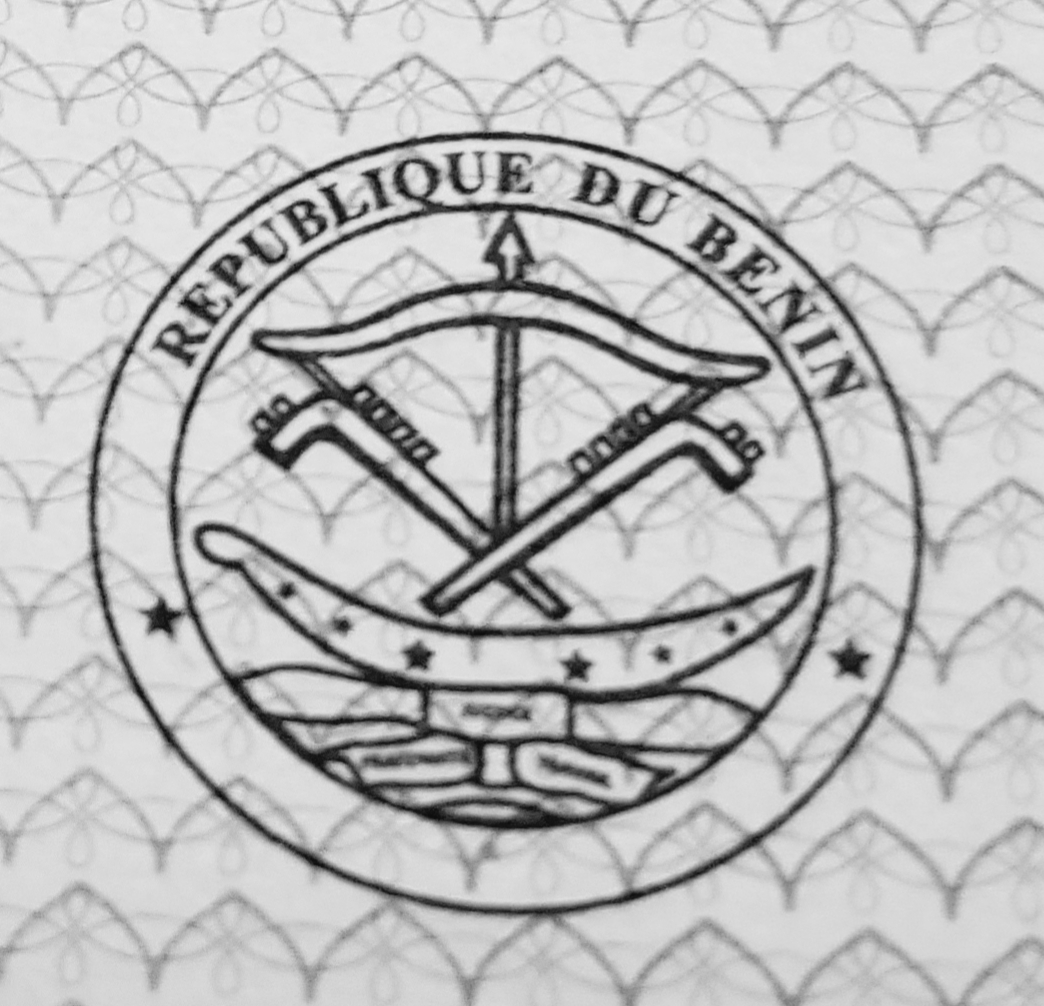
Sceau de la république du Bénin.

L'apposition d'un sceau peut être réalisée sur de nombreux objets.
Sur un document écrit, le sceau confirme la véracité de la signature, ou tient lieu de signature dans certains cas. Le sceau peut également avoir pour rôle d'empêcher l'ouverture discrète d'une enveloppe ou de tout autre contenant ou dispositif (comme les machines à voter), garantissant que l'information présente à l'intérieur n'a été ni altérée, ni divulguée.
Une entreprise peut sceller un compteur d'eau ou d'électricité afin de décourager d'éventuelles manipulations frauduleuses de l'appareil (dans ce cas, en général les sceaux sont en plomb).
La justice ou les douanes peuvent également faire usage de sceaux. Dans le cadre judiciaire, des magistrats ou des policiers peuvent sceller des locaux pour éviter que des indices importants dans une enquête soient modifiés. Pour les douanes, elle permet d'assurer que des conteneurs n'ont pas été ouverts après leur inspection.
Les sceaux sont largement utilisés pour garantir l'intégrité et l'originalité d'un produit. Ils peuvent être très solides, ou au contraire très fragiles pour témoigner de la moindre tentative d'effraction. Ils peuvent être passifs ou actifs (faisceau lumineux passant dans une boucle de fibres optiques par exemple, ou circuit électronique). Une forme très courante sont les emballages à témoin d'ouverture, provoquant une déformation irréversible du système s'ils ont été ouverts. Ainsi un système de scellement de document de type ruban à cacheter est fabriqué par la firme 3M. Ces bandes d'adhésion instantanée fonctionnent sur la plupart des surfaces (papier, métal, plastique, bois, verre). Toute tentative d'ouverture est sanctionnée par une empreinte de couleur après le décollement, la délamination du support, des amorces de déchirure sur les bords dentelés, etc.

## Sceau informatique
Dans le domaine de l'informatique il est possible de sceller des données pour authentifier leurs origines et assurer leurs intégrités à l'aide d'un sceau ou un code d'authentification de message (MAC).
Ce procédé est souvent utilisé après le hachage de données.

## Illustrations

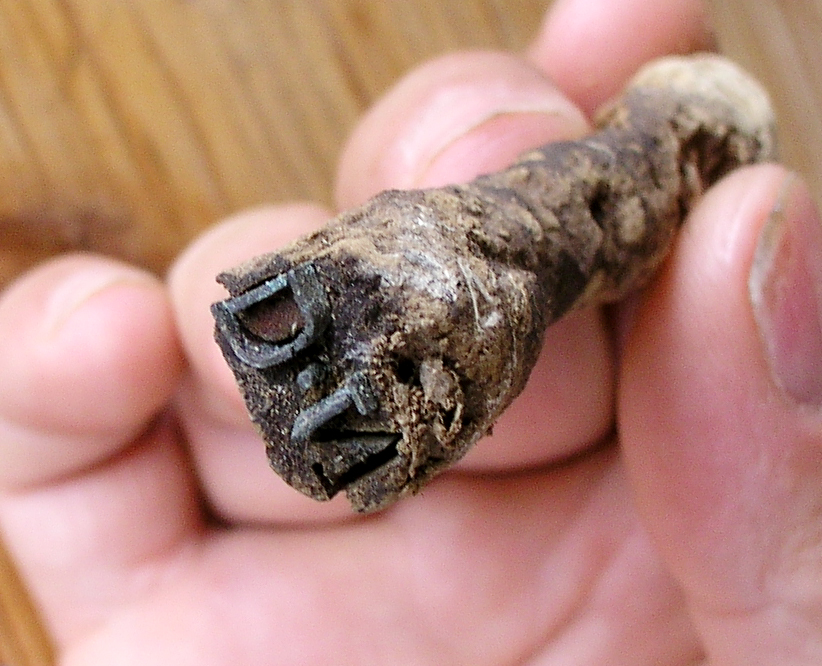
Sceau artisanal aux initiales D-N découvert dans une grotte d'Authon (Alpes-de-Haute-Provence).
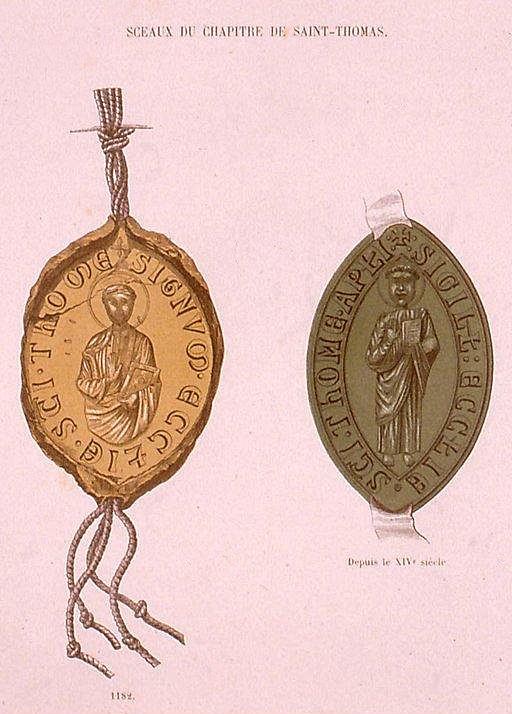
Sceaux du Chapitre de Saint-Thomas. Silbermann, G. ((lithogr)). 1860. Bibliothèque nationale et universitaire de Strasbourg.
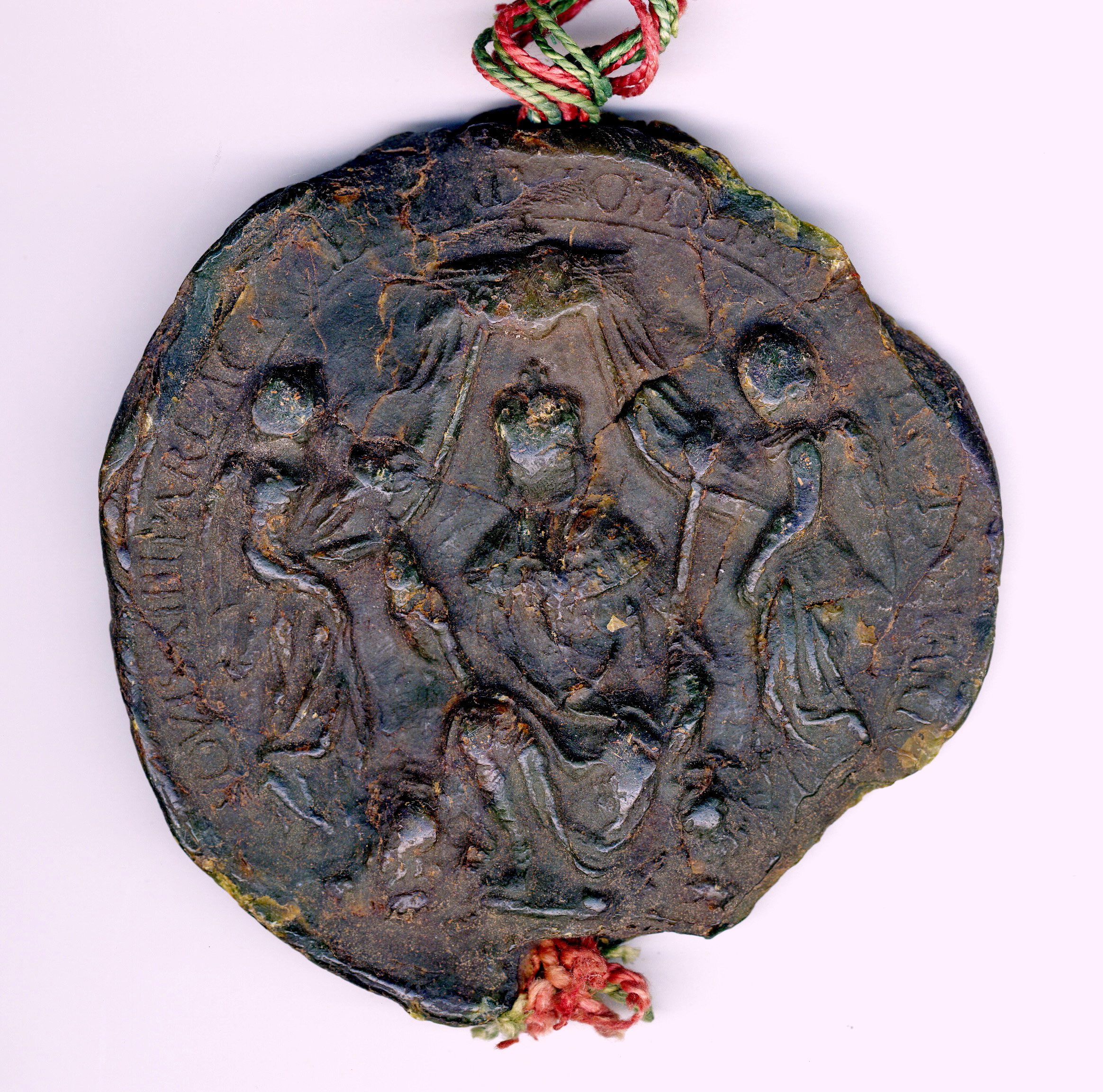
Sceau de notaire royal (1660). Archives de la famille De Clarens (De Villeneuve).
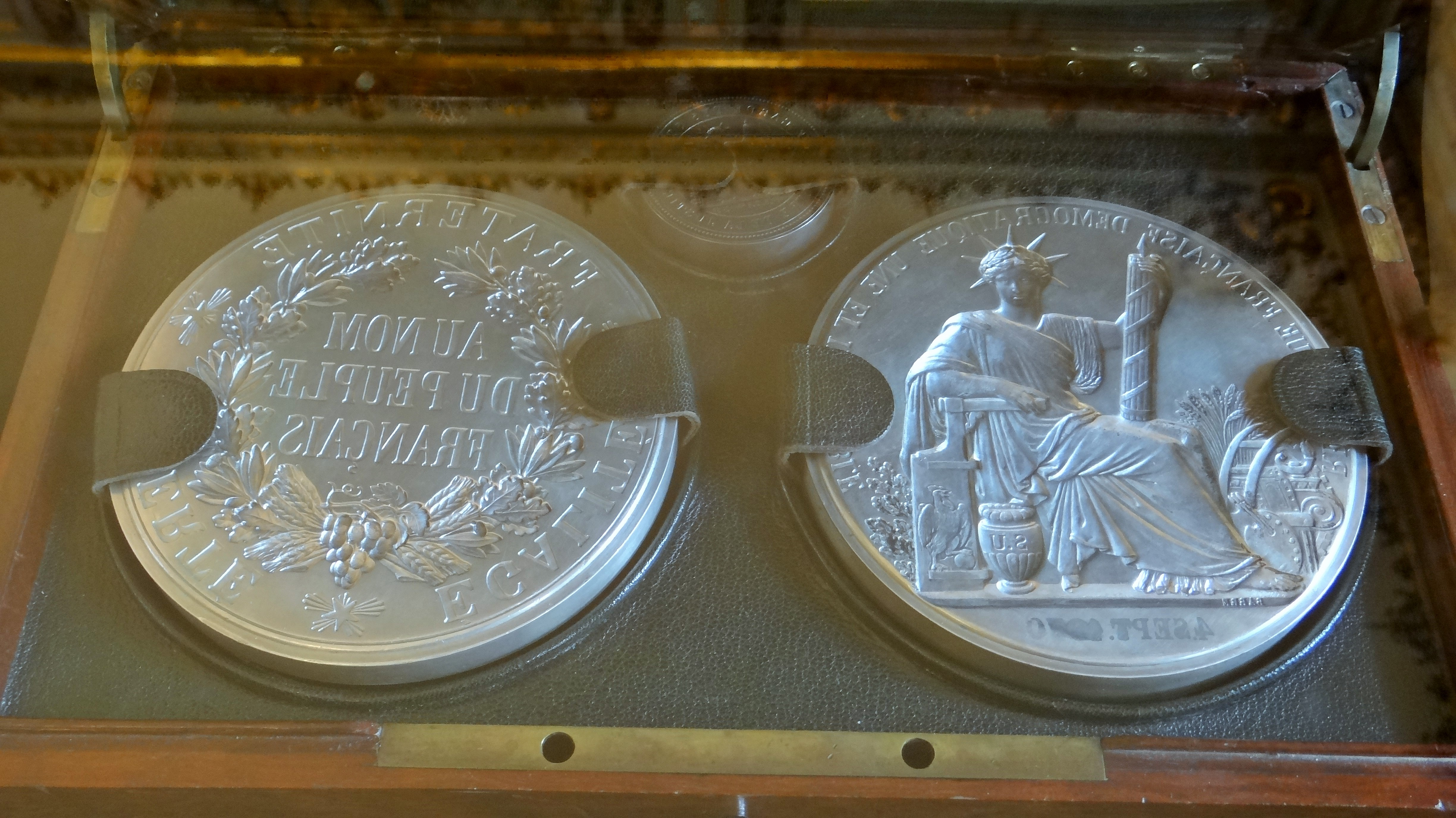
Grand Sceau de la République française, Hôtel de Bourvallais, Paris.
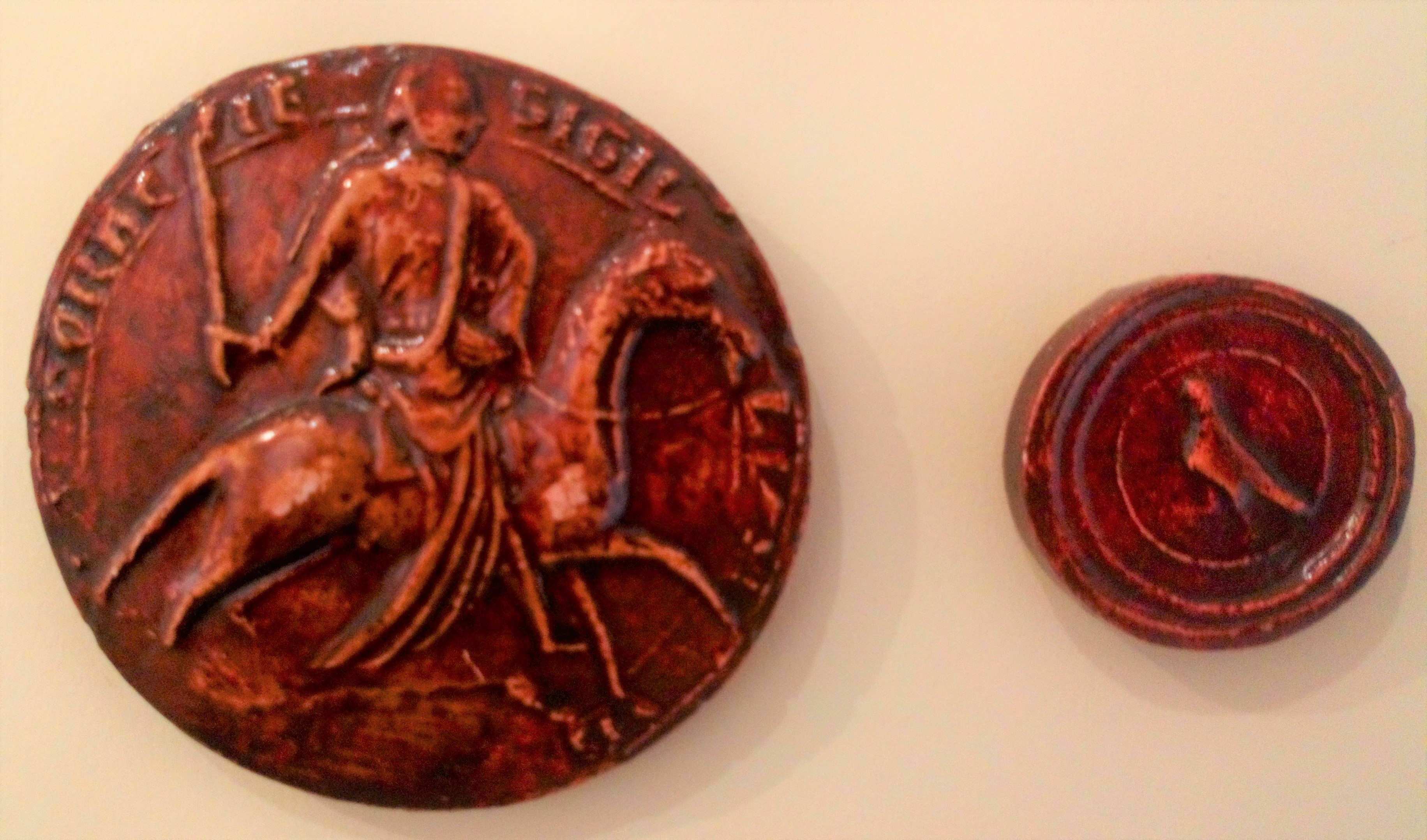
Sceau et contre-sceau de la commune de Corbie (XIIIe siècle).